# كيفن كورتيس
كيفن كورتيس (بالإنجليزية: Kevin Curtis)‏ هو لاعب كرة قدم أمريكية أمريكي، ولد في 17 يوليو 1978 في موراي في الولايات المتحدة.

## وصلات خارجية
- كيفن كورتيس على موقع مرجع كرة القدم المحترفة.كوم (الإنجليزية)